# Wunderbare Augenblicke der Luftfahrt
Wunderbare Augenblicke der Luftfahrt ist ein britisches Filmdrama aus dem Jahre 1993. Der von der englischen Regisseurin Beeban Kidron inszenierte Film ist auch unter dem Titel Unendlich wie der Ozean bekannt.

## Handlung
Gabriel lässt ihr Leben und ihre Heimat in Grenada 1950 hinter sich und begibt sich auf eine lange Schiffsreise nach England, wo sie Pilotin werden möchte. Ihre Schiffskabine muss sie sich allerdings wegen eines Missverständnisses mit dem etwas mysteriösen Schotten Duncan Stewart teilen. Der gibt sich nach außen hin, um Gabriels Ruf nicht zu gefährden, als ihr Ehemann aus. Gabriel beginnt sich in den geheimnisvollen Mitreisenden zu verlieben, der allerdings nicht nur ein Kunstfälscher zu sein scheint, sondern auch sonst einiges zu verbergen hat. Ein anderer Passagier klagt ihn des Mordes an seiner Gattin an und wirft ihm vor, ein wertvolles Gemälde aus seinem Besitz gestohlen zu haben. Gabriel ist hin- und hergerissen zwischen ihren Gefühlen zu Stewart und den gegen ihn erhobenen Anschuldigungen.

## Kritik
„Gefühlvoll inszeniertes Melodram mit komödiantischen Ansätzen, in dem das Motiv des Fliegens zur Metapher für die Flügel verleihende Kraft der Liebe steht.“

## Veröffentlichung
Der Originaltitel war: „Wunderbare Augenblicke der Luftfahrt“. Die DVD-Neuauflage 2006 läuft nun aber unter dem Namen „Unendlich wie der Ozean“.